# Мадисон (округ, Арканзас)
Ма́дисон (англ. Madison County) — округ, расположенный в штате Арканзас, США с населением в 14 243 человек по статистическим данным переписи 2000 года. Столица округа находится в городе Хантсвилл.
Округ Мадисон был образован 30 сентября 1836 года и получил своё название в честь четвёртого президента США Джеймса Мэдисона.
В округе действует запрет на оборот алкогольной продукции, поэтому Мадисон входит в список так называемых «сухих» округов страны.

## География
По данным Бюро переписи населения США округ Мадисон имеет общую площадь в 2168 квадратных километров, из которых 2167,22 кв. километра занимает земля и 0,78 кв. километров — вода. Площадь водных ресурсов округа составляет менее 0,04 % от всей его площади.

### Соседние округа
- Карролл — север
- Ньютон — восток
- Джонсон — юго-восток
- Франклин — юг
- Крофорд — юго-запад
- Вашингтон — запад
- Бентон — северо-запад

## Демография

Диаграмма распределения населения округа по возрастным диапазонам. Данные переписи населения 2000 года

По данным переписи населения 2000 года в округе Мадисон проживало 14 243 человек, 4 080 семей, насчитывалось 5 463 домашних хозяйств и 6 537 жилых домов. Средняя плотность населения составляла 17 человек на один квадратный километр. Расовый состав округа по данным переписи распределился следующим образом: 95,94 % белых, 0,11 % чёрных или афроамериканцев, 1,22 % коренных американцев, 0,06 % азиатов, 0,09 % выходцев с тихоокеанских островов, 1,10 % смешанных рас, 1,47 % — других народностей. Испано- и латиноамериканцы составили 3,06 % от всех жителей округа.
Из 5 463 домашних хозяйств в 33,90 % — воспитывали детей в возрасте до 18 лет, 63,00 % представляли собой совместно проживающие супружеские пары, в 7,90 % семей женщины проживали без мужей, 25,30 % не имели семей. 22,40 % от общего числа семей на момент переписи жили самостоятельно, при этом 10,40 % составили одинокие пожилые люди в возрасте 65 лет и старше. Средний размер домашнего хозяйства составил 2,59 человек, а средний размер семьи — 3,03 человек.
Население округа по возрастному диапазону по данным переписи 2000 года распределилось следующим образом: 26,80 % — жители младше 18 лет, 7,50 % — между 18 и 24 годами, 27,00 % — от 25 до 44 лет, 24,30 % — от 45 до 64 лет и 14,40 % — в возрасте 65 лет и старше. Средний возраст жителей округа составил 38 лет. На каждые 100 женщин в округе приходилось 99,70 мужчин, при этом на каждых сто женщин 18 лет и старше приходилось 97,30 мужчин также старше 18 лет.
Средний доход на одно домашнее хозяйство в округе составил 27 895 долларов США, а средний доход на одну семью в округе — 32 910 долларов. При этом мужчины имели средний доход в 24 911 долларов США в год против 18 786 долларов США среднегодового дохода у женщин. Доход на душу населения в округе составил 14 736 долларов США в год. 14,70 % от всего числа семей в округе и 18,60 % от всей численности населения находилось на момент переписи населения за чертой бедности, при этом 24,60 % из них были моложе 18 лет и 18,00 % — в возрасте 65 лет и старше.

## Главные автодороги
- US 412
- AR 12
- AR 16
- AR 21
- AR 23
- AR 45
- AR 74

## Населённые пункты
- Хиндсвилл
- Хантсвилл
- Сент-Пол

### Немуниципальные сообщества
- Делейни
- Кингстон
- Марбл
- Клифти
- Форум
- Уэтерс
- Уиттер
- Джаптон
- Комбс
- Петтигрю
- Уэсли
- Орора